# Universidade Federal de Juiz de Fora
Universidade Federal de Juiz de Fora (forkortet UFJF) er et føderalt universitet i Brasilien, beliggende i byen Juiz de Fora indenfor Zona da Mata regionen i den sydlige del af delstaten Minas Gerais.
Universitetet blev grundlagt i 1960 under præsident Kubitschecks embedsperiode og var færdiggjort i 1969.
| Skole | Spire Denne artikel om en skole, en uddannelsesinstitution eller uddannelse er en spire som bør udbygges. Du er velkommen til at hjælpe Wikipedia ved at udvide den. |

21°46′S 43°22′V / 21.77°S 43.37°V